# Газация бананов

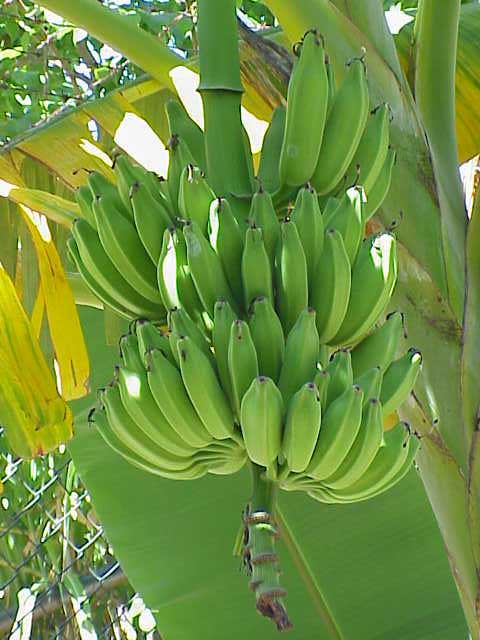
Недозревшие бананы

Газа́ция (дозрева́ние) бана́нов — технология и процесс контролируемого дозревания бананов перед отгрузкой в розничную торговлю.
Бананы перевозятся морем в недозрелом состоянии (повышенное содержание крахмала) и не могут дойти до съедобной кондиции естественным путём, поэтому требуют искусственной помощи, форсирующей обмен веществ в плодах (превращение крахмала в сахар). Перевозка морем осуществляется рефрижераторными судами в охлаждённом до 13—15 °C состоянии и практически не влияет на степень зрелости бананов (контролировать дозревание на борту судна практически невозможно и неоправдано экономически). Характерный признак недозрелого банана (помимо цвета) — ярко выраженные продольные грани (рёбра) на плодах; вызревший плод имеет почти круглое сечение, без выраженных граней.
Для газации бананы, хранящиеся на складе при +13—15 °C в стандартных вентилируемых коробках, переносят в теплоизолированную газационную камеру, где вначале бананы прогреваются до +18—20 °C. Затем камера заполняется «банановым газом» — смесью азота (95 %) и этилена (5 %). Именно этилен, при отсутствии кислорода, запускает процесс дозревания. Влажность (около 90 %), температуру, концентрацию и поток газа контролирует микропроцессорный стенд. Суточная выдержка в газовой атмосфере запускает процесс дозревания, и после хранения в обычной атмосфере в течение трёх-семи суток бананы готовы к отгрузке в розницу. Степень зрелости бананов контролируется параметрами газации и длительностью выдержки на складе.
Камеры газации делятся на:
- первое поколение — с ручной укладкой коробок и циркуляцией газа вокруг каждой коробки. Ручное управление режимом газации, разброс температур до 3—4 °C
- второе поколение — укладка целыми поддонами в два ряда. Блоки поддонов обтягиваются воздухонепроницаемым материалом, «банановый газ» подаётся в блок сверху, отдельный вытяжной вентилятор снизу создаёт в блоке пониженное давление. Микропроцессорное управление режимом газации, разброс температур — не более 1,5 °C
- третье поколение — укладка поддонов длинными высокими рядами, вдоль которых расположен ряд воздухоохладителей. Циркуляции газа над рядами препятствует гибкий надувной барьер. Полностью автоматизированное управление, разброс температур — не более 0,5 °C

На современном рынке представлены второе и третье поколения камер газации.
Возможна (но не гарантирована) «газация» недозрелых бананов в домашних условиях — для этого бананы помещают в воздухонепроницаемый пакет вместе со спелыми яблоками. Газы, в том числе этилен, выделяемые яблоками, запускают процесс дозревания бананов.